# The Prince’s Trust
The Prince’s Trust ist eine gemeinnützige Organisation mit dem Ziel, jungen Menschen aus schwierigen Verhältnissen zu helfen. Der Trust wurde 1976 von Charles, dem damaligen Prince of Wales und späteren König gegründet. Der Trust unterstützt Menschen im Alter von 11 bis 30 Jahren, die arbeitslos sind und solche mit Schulschwierigkeiten. Viele der jungen Menschen, denen der Trust beisteht, sind in staatlicher Obhut, oder kommen daraus und stehen vor Problemen wie drohender Obdachlosigkeit, oder haben psychische Probleme, oder sind schon in Konflikt mit dem Gesetz gekommen.
Der Trust organisiert ein breites Angebot von Trainingsprogrammen und bietet praktische und finanzielle Unterstützung um bei jungen Menschen Selbstbewusstsein und Motivation zu entwickeln. Jedes Jahr arbeitet der Trust mit ca. 60.000 jungen Menschen, von denen drei von vier in Arbeit kommen, Ausbildungen beginnen oder Praktika oder Training annehmen. Im November 2023 gab der Trust die Absicht bekannt, sich in King's Trust umzubenennen, um die Nähe zu ihrem Gründer auch nach dessen 2022 erfolgter Thronbesteigung zu erhalten.

## Gründung
Im Jahr 1999 wurden zahlreiche gemeinnützige Organisationen unter dem Namen The Prince’s Trust zusammengefasst und von der Königin Elisabeth II. in einer Zeremonie im Buckingham Palace offiziell anerkannt, wobei sie auch eine Royal Charter verlieh. Im folgenden Jahr wurden Zweigstellen in Wales, Schottland, Nordirland und den englischen Regionen geschaffen, wobei die Leitung in London blieb. Die Fundraising- und Campaign-Veranstaltungen des Prince’s Trust werden oft von berühmten Persönlichkeiten aus aller Welt unterstützt. Im April 2011 schloss sich die Jugendhilfsorganisation Fairbridge mit dem Trust zusammen.
The Prince’s Trust ist eine der erfolgreichsten Funding-Organisationen in Großbritannien und die führende Youth Charity, die (Stand 2016) mehr als 870.000 jungen Menschen geholfen hat, ihr Leben in den Griff zu bekommen. Sie förderte 125.000 Unternehmensgründungen und unterstützte mehr als 395.000 Menschen in Großbritannien wirtschaftlich (2013). Von 2006 bis 2016 wurde die Summe der Hilfen auf £1.4 Milliarden geschätzt.

## Zielgruppen
Der Trust arbeitet hauptsächlich mit jungen Menschen aus vier Zielgruppen: Langzeit-Arbeitslosen, Menschen, die mit dem Gesetz in Konflikt gekommen waren, Menschen mit schulischen Schwierigkeiten und Menschen, die in Obhut waren. Diese jungen Menschen werden als „disadvantaged“ – benachteiligt – angesehen. Auch einige Menschen, die eine Arbeit haben und damit nicht in die vier Zielgruppen gehören, nehmen an Kursen des Prince’s Trust teil. Im so genannten Employed Participants Scheme wird jungen Menschen zusätzliche Lern- und Entwicklungs-Möglichkeit gegeben um die Fähigkeiten als Angestellte zu entwickeln, aber auch um zusätzliche Unterstützung für die anderen Teilnehmer zu geben, indem sie als zusätzliche Mentoren oder Unterstützer für die Teilnehmer arbeiten. Zugleich ist dies eine Fundraising-Initiative, da die Arbeitgeber eine Trainingsgebühr für ihre Mitarbeiter zahlen, die an dem Programm teilnehmen.

## Arbeitsfelder (Charitable activities)
The Prince’s Trust hat sieben Hauptarbeitsfelder.
- The Enterprise Programme: Ein Programm zur Förderung von Selbstständigkeit.
- The Team Programme: Ein 12-wöchiges Personal-Entwicklungs-Programm mit Arbeitspraktika, Fortbildungen und Gemeinschaftsprojekten.
- Get intos: Kurze Kurse für Training und Praktika in einem bestimmten Berufsfeld.
- Get Starteds: Wochen-Kurse zur Stärkung von Selbstvertrauen und Fähigkeiten.
- Fairbridge: Eine Mischung aus Gruppen-Aktivitäten und Mentoring.
- Development Awards: Kleine finanzielle Unterstützungen für Ausbildung, Bildung oder Berufsstart.
- Achieve clubs: Informationsveranstaltungen in Schulen und an anderen Orten.
- Mosaic Runs Programmes: Werbeveranstaltungen an Schulen, in denen junge Menschen ihre Vorbilder treffen können.

### Enterprise Programme
Das Enterprise Programme ist das bekannteste Angebot des Prince’s Trust. Es dient dazu jungen Menschen in die Selbstständigkeit zu verhelfen. 18- bis 30-Jährigen werden praktische und finanzielle Hilfen bis £5.000 sowie Mentoring angeboten.
Als Teil des Programms wird jedem Teilnehmer ein Business Mentor zugeteilt, der bis zu zwei Jahre Unterstützung dabei gibt, das eigene Geschäft aufzubauen.
Damit konnten seit 1983 86.845 junge Menschen unterstützt werden, ein eigenes Geschäft aufzubauen.
2017 startete der Trust das Internet-Trainingsprogramm Enterprise Online um 18- bis 30-Jährigen Möglichkeiten zu bieten auszuloten, wie man ein Geschäft gründet. Das Programm bietet Informationen und Anleitung und Zugang zu e-mentoren.

### Team Programme
Team ist ein 12-wöchiges Personalentwicklungs-Programm, dass jungen Menschen die Chance ermöglicht neue Fähigkeiten zu erwerdebn, Qualifikationen zu vervollständigen und durch Team-Bildungsprozesse, Community-Projekte und Praktika neue Menschen kennenzulernen.
Der Kurs wird gewöhnlich von lokalen Organisationen durchgeführt.
Seit 1990 haben 205.063 Jugendliche an dem Programm teilgenommen.
Die Teilnehmer sind gewöhnlich arbeitslos und während der Teilnahme am Programm erhalten sie trotzdem die JobSeekers’ Allowance und andere Vergünstigungen. Reisekosten und andere Auslagen werden ebenfalls erstattet. Es gibt auch Teilnehmer, die bereits in Arbeit sind. Bei diesen muss der Arbeitgeber eine Teilnahmegebühr von £1.250 beisteuern. 2006/2007 erhielt der Trust fast £687.000 aus solchen Beiträgen.

### Get into
Get into sind kurze Kurse, die jungen Menschen Erfahrung und Training in einem bestimmten Bereich ermöglichen und ihnen erlauben Fähigkeiten für eine Bewerbungsfähigkeit zu erwerben. Der Schwerpunkt liegt im Einzelhandel, Bau, Logistik und Gastgewerbe.
2017 veröffentlichte der Trust das Portal Employability Online um 18- bis 30-Jährigen die grundlegenden Fähigkeiten zur Bewerbung zur Verfügung zu stellen. Dort werden Berufsberatung, Tipps zur Gestaltung des Lebenslaufs und Zugang zu E-Mentoren angeboten.

### Get Started
Get Started sind kurze Kurse, die jungen Menschen die Chance geben, eine Woche lang mit Hilfe von Industry Experts Fähigkeiten zu erlernen. Dabei wird mit Partnern aus Premier League, ASOS und von Sony zusammengearbeitet. Es wird jeweils eine Gemeinschaftsaufgabe gelöst.

### Fairbridge
Das Fairbridge programme bietet einen Mix aus Gruppenaktivitäten und Eins-zu-Eins-Betreuung zur Entwicklung von Fähigkeiten und Selbstvertrauen. Das Programm startet mit einem fünftägigen Access Course (Einführungskurs), der in einem der 18 Zentren des Trusts durchgeführt wird. Die Teilnehmer nehmen außerdem an einem Residential Trip (Studienreise) teil.
Nach Ende des Einführungskurses entscheiden sich die Teilnehmer für eine Auswahl von Aktivitäten, von Sport bis Drama und Fotografie bis Kochen.
2016 veranstaltete L’Oréal Paris in Partnerschaft mit dem Prince’s Trust einen Kurs für das Fairbridge-Programm zu „relationships, body language and employability“.

### Achieve Programme
Das Bildungsprogramm Achieve (früher xl clubs) bietet jungen Menschen mit dem Risiko von Nichtbestehen und Sozialem Abstieg die Chance neue Aktivitäten auszuprobieren um ihr Selbstbewusstsein zu stärken, während sie eine anerkannte Ausbildung erwerben.
Das Programm wird in Schulen, Jugendzentren, Schülerempfehlungs-Einheiten (Pupil Referral Units), Jugendstrafanstalten und in Zentren des Prince’s Trust angeboten. Der Kurs ermöglicht den Teilnehmern persönliche und soziale Entwicklung; Life Skills; active Citizenship (bürgerliche Teilhabe); Unternehmerschaft und vorbereitende Fähigkeiten für die Arbeitswelt.

### Development Awards
Die Development Awards helfen jungen Menschen, finanzielle Engpässe zu überwinden. Mit dem Programm werden Kursgebühren, Transportkosten oder Ausrüstungsgegenstände bezahlt. Die Teilnehmer erhalten bis zu £500.

### Mosaic Mentoring
Mosaic schloss sich im April 2016 dem Prince’s Trust an. Die Programme werden in Grund- und weiterführenden Schulen und in Gefängnissen angeboten und bieten unter anderem Enterprise Challenge Competition (Unternehmer-Wettbewerbe) um die Lücke zwischen Wunsch und Verwirklichung zu schließen und jungen Menschen inspirierende Rollenmodelle anzubieten und Selbstvertrauen, Selbst-Effizienz und Anstellungsfähigkeiten zu fördern.

### The Jason Kanabus Fund
The Jason Kanabus Fund wurde mit dem Grundstock von £2.5 Mio. begründet, den Jason Kanabus, ein junger Landwirt aus der Familie Sainsburys aus Sussex, der im Juli 2006 an Krebs verstarb, dem Prince’s Trust vermacht hatte. Das Vermächtnis wurde mit der Auflage gemacht, dass das Geld genutzt werden sollte, um jungen Menschen dabei zu helfen, eigene landwirtschaftliche Betriebe aufzubauen.

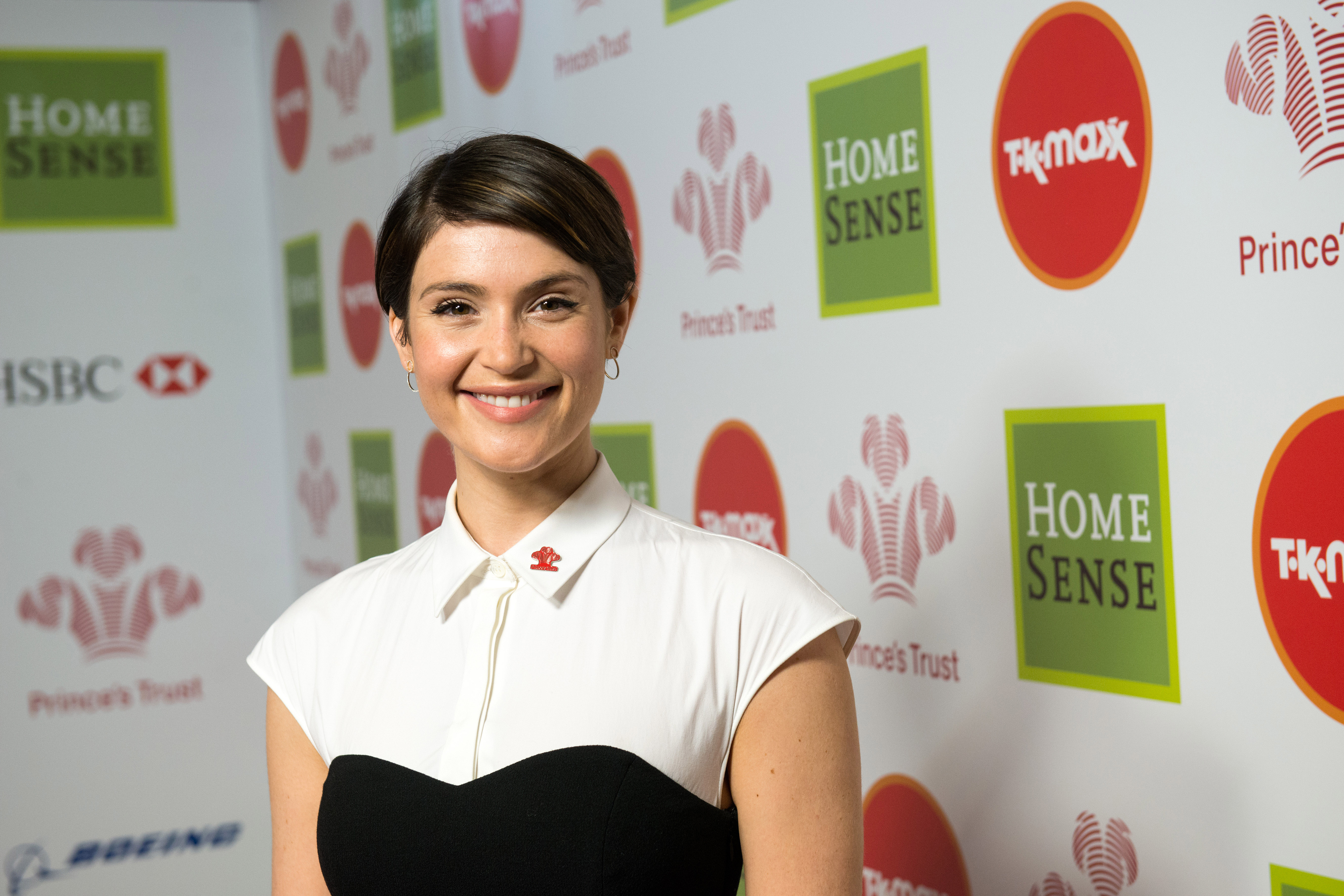
Celebrity Ambassador Gemma Arterton bei den Prince’s Trust Awards.

## Auszeichnungen
The Prince’s Trust zeichnet jedes Jahr besondere Erfolge von Jugendlichen durch die Prince’s Trust Awards (früher: Celebrate Success Awards).
Mit Unterstützung durch TK Maxx und HomeSense werden diese Preisverleihungen genutzt um den Mut, die Hingabe und die harte Arbeit zu würdigen, welche die ausgezeichneten Jugendlichen vorleben. Die Auswahl beginnt immer im Sommer, wenn Mitarbeiter, Ehrenamtliche, Partner und Unterstützer die herausragenden Jugendlichen nominieren, denen sie begegnet sind. In jeder Region und jedem Land wählen Gremien die Finalisten in sieben Kategorien aus.
Im Herbst veranstaltet der Trust elf regionale Preisverleihungen im Stile der Oscar-Verleihungen und ein Nationales Finale in London.

## Finanzen
Im Geschäftsjahr 2009–2010 hatte die Charity zusammen mit ihrer gemeinnützigen Wirtschaftsorganisation, der Prince’s Trust Trading Ltd, ein Gesamteinkommen von beinahe £36 Mio. und Ausgaben von mehr als £38 Mio. Aufgrund einer rückläufigen Wirtschaftssituation und einer Abnahme der Spendeneingänge mussten die Reserven benutzt werden, die auf £22 Mio. dotiert sind. Dieser Betrag deckt ungefähr sechs Monate der Betriebskosten. Der Trust ist dabei eine der 100 größten Charities in Großbritannien im Verhältnis der Ausgaben.
Dabei bringen vor allem Spenden (Voluntary income) die größten Einkünfte, auch wenn für jedes Pfund an Spenden 30p an Werbung aufgewendet wird. Ein weiterer Teil stammt aus Public Sector Income, von Verträgen und Zuwendungen von staatlichen Einrichtungen zur Unterstützung junger Menschen. Zum Beispiel
- Regional Dev. Agencies (One North East) £775.000
- East Midlands Development Agency £730.000
- The Big Lottery Fund £660.000
- Department for Education & Skills £158.000,

sowie ein gut Teil aus Mitteln der Europäischen Union (£4 Mio., European Social Fund – ESF), die direkt oder durch eine Förderung von teilnehmenden Partnern dem System zugutekommen.
Weitere Einkünfte kommen aus Individual donations – Spenden von Leadership Groups oder einzelnen wohlhabenden Persönlichkeiten. Oft sind solche Spenden verbunden mit weiteren Unterstützungen, die durch die Firmen der Spender erbracht werden.

### Fundraising Events
Fundraising Events sind ebenfalls eine wichtige Einnahmequelle, unter anderem eine Rock Gala, die auch im Fernsehen übertragen wird (DirecTV). 2012 war der Prince’s Trust einer der Hauptbegünstigten der Oil Aid von Bob Finch und Michael Holland.

### Ausgaben
Die Ausgaben 2009 beliefen sich auf £38.2 Mio., wovon £30 Mio. für Hilfsangebote aufgewendet wurde und der Rest für Verwaltung und sonstige Kosten. Die £30 Mio. wurden auf die verschiedenen Programme aufgeteilt. £1.2 Mio. davon wurden als Stipendien an junge Menschen und Institutionen vergeben.

## Personen

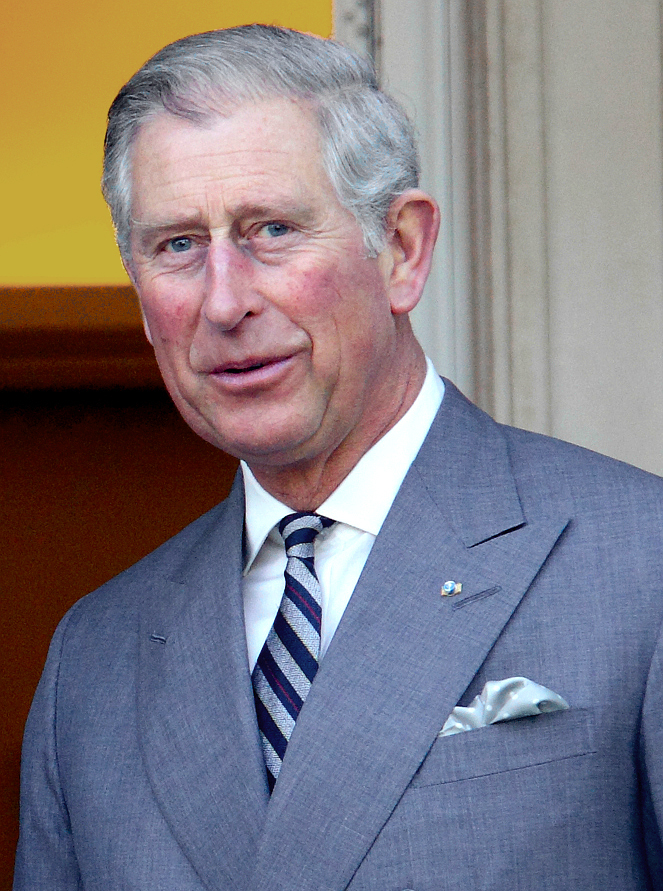
Der Prince of Wales

Prinz Charles gründete den Prince’s Trust und ist gegenwärtig dessen Präsident, eine Schirmherrschaft ohne rechtliche Verantwortung. Das Prince’s Trust Council sind die Vertrauensleute der Organisation und rechtlich Verantwortlich für Management, Verwaltung und Entscheidungsprozesse.
Lloyd Dorfman ist seit 2015 Chairman of The Prince’s Trust Council in der Nachfolge von Charles Dunstone.
Nick Stace, der Chief Executive of The Trust, trat sein Amt im Oktober 2017 an, als Nachfolger von Dame Martina Milburn DCVO CBE, die nun die Stellung einer Group Chief Executive for The Prince’s Trust hat. Martina Milburn trat 2004 in die Organisation ein. Davor arbeitete sie als Chief Executive von BBC Children in Need.
2010 beschäftigte The Prince’s Trust 644 Angestellte, wovon 555 in der Hilfsarbeit und Unterstützung tätig waren und 87 im Fundraising und der Öffentlichkeitsarbeit, sowie 2 in der Governance. Die Personalkosten betragen £21 Mio/Jahr und machen die größte Einzelausgabe des Trust aus.

### Botschafter
The Prince’s Trust entsendet so genannte „Ambassadors“ (Botschafter):
Vorrangig Young Ambassadors, junge Multiplikatoren, die als Ehrenamtliche tätig sind und den Prince's Trust auf unterschiedliche Arten unterstützen, unter anderem durch Motivieren anderer junger Menschen, durch Gewinnen anderer Unterstützer und durch Medienarbeit für den Trust.
Daneben gibt es Job Ambassadors. Diese haben bereits als Young Ambassador am Programm teilgenommen und werden vom Trust eingesetzt um durch ihre Arbeit andere zu inspirieren, motivieren und zu unterstützen in den Programmen, in denen sie teilnehmen.
Außerdem gibt es noch Celebrity Ambassadors, die helfen, das öffentliche Bewusstsein auf die Arbeit des Prince's Trust zu lenken. Celebrity Ambassadors beteiligen sich auch dadurch, dass sie die Jugendlichen während der Kurse und Programme besuchen, indem sie Fundraising Events veranstalten, moderieren und unterstützen und zusätzliche Kampagnen für den Trust durchführen. Phil Collins, Bryan Adams, Phillip Schofield, Gary Lineker, Jeremy Irons, Joss Stone, Kevin Spacey, Tom Hardy, Rita Ora, Geri Halliwell, Benedict Cumberbatch, Idris Elba, Gemma Arterton und Sharon Osbourne gehören zu den Celebrities, die schon für den Prince's Trust aufgetreten sind.
2017 rekrutierte der Trust Tom Fletcher und Giovanna Fletcher als erste Digital Celebrity Ambassadors aufgrund der großartigen Unterstützung, die sie nach dem Besuch bei den Celebrate Success Awards aufgebracht hatten.

### Unterstützende Künstler
Prominente Künstler, die den Prince’s Trust unterstützt haben, sind:
- 1982: Status Quo, Jethro Tull, Madness, Pete Townshend, Phil Collins, Robert Plant, Kate Bush, Midge Ure, Mick Karn
- 1985: Dire Straits
- 1986: Big Country, David Bowie, Mick Jagger, Elton John, Eric Clapton, Howard Jones, Joan Armatrading, Level 42, Mark Knopfler, Midge Ure, Paul McCartney, Paul Young, Phil Collins, Rod Stewart, Suzanne Vega, Tina Turner, Sting
- 1987: Alison Moyet, Ben E. King, Bryan Adams, Curiosity Killed the Cat, Elton John, Eric Clapton, George Harrison, Go West, Labi Siffre, Level 42, Midge Ure, Phil Collins, Ringo Starr, Tony Hadley
- 1988: Bee Gees, Black, Elton John, Eric Clapton, Howard Jones, Joe Cocker, Leonard Cohen, Mark Knopfler, Midge Ure, Peter Gabriel, Phil Collins, Rick Astley, T’Pau, Wet Wet Wet
- 1989: Joan Baez, Andy Bell, Beverley Brown, City of Birmingham Symphony Orchestra, Will Downing, John Farnham, Tony Hadley, Nigel Kennedy, Nichola Kerr, Level 42, Ladysmith Black Mambazo, Mike & the Mechanics, Van Morrison, Anne Nightingale, Alexander O'Neal, Mica Paris, Dashiell Rae, Swing Out Sister
- 1990: Wet Wet Wet, Big Country, Roachford, Lenny Kravitz, And Why Not, Moody Blues, Pasadenas, The Chimes, Oleta Adams, Taylor Dayne, Chaka Khan, Lisa Stansfield
- 2014: Beyoncé
- 2017: Cheryl[37]

## Wirkung in Großbritannien
Seit der Gründung 1976 hat The Prince’s Trust mehr als 870.000 jungen Menschen geholfen ein eigenständiges Leben anzufangen. Die Wertschöpfung für die Gesellschaft wird auf über £1.4 Mrd. geschätzt.

## Zeitschiene
- 1976 – Der Prince of Wales gründet den Trust.[39]
- 1982 – Das erste Fundraising-Konzert wird am 14. Mai in der NEC Arena in Birmingham veranstaltet, unter anderem mit Status Quo.
- 1986 – The Prince’s Trust All-Star Rock Concert findet in der Wembley Arena statt zum 10-jährigen Jubiläum.
- 1988 – Ein Spendenaufruf mit Kosten von £40 Mio. wird zum 40. Geburtstag von Prinz Charles gestartet.
- 1990 – Start des The Prince’s Trust Volunteers Programme.
- 1996 – Erstes Rockkonzert in Hyde Park.
- 1997 – Jubiläumsfeierlichkeiten mit einer speziellen Varieté-Show im London Palladium Theatre. Moderiert von David Frost und Joanna Lumley bot die Show ein Programm mit den Spice Girls und der kompletten Mannschaft von Manchester United mit deren Manager Alex Ferguson.
- 1999 – Die Trust charities werden als The Prince’s Trust zusammengefasst. Die Anerkennung erfolgt durch Königin Elisabeth II. in einer Zeremonie im Buckingham Palace, wo eine Royal Charter verliehen wird.[40]
- 2000 – Der Trust wird „devolved“ (dezentralisiert). Wales, Schottland, Nordirland und jede der Englischen Regionen erhält eigene Direktoren und Councils, während die Kontrolle in London bleibt.[41]
- 2002 – BBC News und viele Medien berichten über Dee Nargas Diskriminierungsklage. Die Asiatin, eine ehemalige Abteilungsleiterin des Prince’s Trust, klagte gegen sexuelle Diskriminierung und ein unfaire Entlassung.[42][43]
- 2003 – The Prince’s Trust verliert eine Berufungsklage in einem Fall des ehemaligen, farbigen Manchester City Fußballers Darren Beckford, der rassische Diskriminierung und Viktimisierung durch einen Direktor und einen Assistant Director des Trust erfahren musste. Er war eingeladen worden, ein Projekt in Manchester für farbige und asiatische Jugendliche unter der Überschrift „Don't Let Us be a Minority“ zu leiten.[44][45]
- 2003 – 10.000th Development Award.
- 2003 – Umbenennung des Volunteers-Programm in Team programme.[46]
- 2003 – Prince’s Trust Council beschränkt die Hilfen auf vier Kerngruppen von Jugendlichen.[47]
- 2006 – The Prince’s Trust feiert den 30. Geburtstag mit einem Konzert am Tower of London, moderiert von Cat Deeley; eine Dokumentation von ITV1, The Prince of Wales: Up Close, veröffentlicht live ein Interview mit allen drei Prinzen, Charles, Prinz William und Prinz Harry. Präsentiert wurde das Interview von Vernon Kay, Kate Thornton, Patrick Kielty und Ben Elton sowie dem Duo Ant & Dec.
- 2008 – Kontroverse über den Nachlass von Jason Kanabus aus der Sainsbury-Familie.[48][49]
- 2008 – 25-jähriges Bestehen des Enterprise Programme.
- 2009 – Kritik an the Prince’s Trust für eine Spende von £10.050 an die Conservative Party via Women2Win.[50][51]
- 2009 – Kontroversen über die Verwendung der Mittel aus dem Jason Kanabus Fund.[52]
- 2010 – The Rock Concert in der Royal Albert Hall und einer Fernsehübertragung in 3D.
- 2011 – The Trust verschmilzt mit Fairbridge.
- 2012 – Der Sänger Will.i.am spendet £500.000 an den Trust für Bildung, Training und Unternehmens-Förderung mit einem Schwerpunkt auf Technologie und Computer-Fähigkeiten.[53]
- 2013 – Der Prince of Wales eröffnet das neue Zentrum des Prince’s Trust in Cardiff.[54]
- 2014 – Beyoncés weltweite Kampagne #BeyGOOD erbringt mehr als £85.000 für den Trust.[55]
- 2016 – Der Trust feiert sein 40-jähriges Bestehen mit einer Dokumentation When Ant and Dec Met The Prince: 40 Years of The Prince's Trust auf ITV, und einem Interview von Ant & Dec mit dem Prinz, seiner Frau Camilla und den Söhnen.[56]
- 2017 – Der Trust veröffentlicht seine Online-Lern-Plattform Prince’s Trust Online.[57]